# Stephan Brandt
 Ikke at forveksle med Steffen Brandt.
Stephan Brandt Lilliecrona (født i 1971 i Odense) er en dansk reportagefotograf, der arbejder på TV 2. Han startede sin karriere i 1993, hvor han blev uddannet fra Nova Vision i Odense. Siden har han arbejdet for TV 2 Nyhederne, hvor han har været med til at dække store begivenheder som Irak-krigen i 2003, hvor han var med til at lave historier fra Baghdad.
Sammen med journalist Lasse Ravnø blev han i 2012 nomineret til en Cavlingpris for historien om narkotika i Sandholmlejren. Tre år senere i 2015 blev han nomineret til prisen som årets pressefotograf i tv-kategorien for sit arbejde med historien om hjemmeplejen. I 2017 er hans arbejde med nyhedsindslagene i serien "Ældremilliarden der blev væk" nomineret ved årets TV-pris i kategorien 'bedste nyhedshistorie'.